# 小山乃里子のハートにスニーカー
小山乃里子のハートにスニーカー（こやまのりこのハーとにスニーカー）は、朝日放送ラジオ（ABCラジオ）で2003年度から2007年度までプロ野球オフシーズン期間中の（10月-翌年3月）、土曜日の午後に放送されていたラジオ番組である。

ちょっと懐かしい曲を中心に選曲し、音楽とトークで構成する番組である。パーソナリティは小山乃里子がつとめた。

## 放送時間
- 2007年10月-2008年3月 　土曜日13:30-16:00
- 2006年10月-2007年3月　土曜日13:30-16:00
- 2005年10月-2006年3月　土曜日14:00-16:00
- 2005年4月-2005年9月　土曜日14:00-15:00（不定期で放送）
- 2004年9月-2005年3月　土曜日14:30-17:00
- 2003年10月-2004年9月　土曜日・14:30-16:30

## 備考
- 2003年下半期の放送のみ、落語家の桂都んぼ（現桂米紫）がアシスタントをつとめていた。
- 2005年4月-9月は、土曜午後のプロ野球デーゲーム中継のない時のみ不定期で放送された。
- 2006年度・2007年度の放送は、プロ野球シーズンには単独番組として放送されていた『小山乃里子の夢の続き』を番組内に内包して放送。

| ABCラジオ 土曜日14時台・15時台（プロ野球シーズンオフ） | ABCラジオ 土曜日14時台・15時台（プロ野球シーズンオフ） | ABCラジオ 土曜日14時台・15時台（プロ野球シーズンオフ） |
| 前番組                                                 | 番組名                                                 | 次番組                                                 |
| ------------------------------------------------------ | ------------------------------------------------------ | ------------------------------------------------------ |
| -                                                      | 小山乃里子のハートにスニーカー                         | 大西ユカリのハッスル歌謡曲                             |
| ABCラジオ 小山乃里子のラジオ番組                       |                                                        |                                                        |
| 歌はおまかせ小山乃里子です                             | 小山乃里子のハートにスニーカー                         | 小山乃里子の夢の続き 小山乃里子のハートフル・ナイト    |